# 䗴
目又名目，是一类已经灭绝的单细胞生物，属于有孔虫界有孔虫门的一目。

## 型態描述
它们壳体微小一般壳长5—10毫米，但是小的不到1毫米，大的可达到30—60毫米。壳体形态多种多样：有凸镜形、盘形、球形、纺锤形及圆柱形等。一般多为纺锤形。䗴类生活在距今3.2亿年到2.5亿年前的石炭纪和二叠纪，在二叠纪末期全部灭绝。

## 命名历史
1829年Fischer de Waldheim建立了䗴的第一个属——䗴属（Fusulina），就是根据其纺锤形的外形命名的。因其壳体两端尖细，中部膨凸，很像纺纱用的纺锤，而希腊文中的Fusu具有纺锤的意思，故此命名（盛金章等1988）。李四光在1934年发表其《中国北部之䗴科》的论文时，借用筳（纺锤的古时称呼）字，加虫旁，创造了「䗴」字，即筳状之虫的意思。之后在中国持续使用到现在。

## 下级分类
本目包括以下总科：
- Archaediscacea
- Colaniellacea
- Earlandiacea
- Endothyracea
- 䗴总科 Fusulinacea
- Geinitzinacea
- Moravamminacea
- Nodosinellacea
- Palaeotextulariacea
- Parathuraminacea
- Ptychocladiacea
- Tetrataxacea
- Tournayellacea